# Índice de eficiencia proteica
El índice de eficiencia proteica (PER, por sus siglas en inglés) se basa en el aumento de peso, de un sujeto de prueba dividido por su ingesta, de una proteína alimentaria particular durante el período de prueba.
{\displaystyle PER={\frac {Ganancia\ corporal\ masa(g)}{Proteinas\ ingeridas(g)}}}
Desde 1919, el PER había sido un método ampliamente utilizado para evaluar la calidad de las proteínas en los alimentos. 
La industria alimentaria en Canadá actualmente utiliza el índice de eficiencia proteica (PER) como el estándar para evaluar la calidad de las proteínas de los alimentos. El método oficial para determinar el índice de eficiencia proteica es el Método FO-1 de la Rama de Protección de la Salud de Health Canada, 15 de octubre de 1981.
La Administración de Drogas y Alimentos de EE. UU. ahora utiliza el puntaje de aminoácidos corregido por la digestibilidad de las proteínas (PDCAAS) como base para el porcentaje de la cantidad diaria recomendada en los EE. UU. (USRDA, por sus siglas en inglés) para las proteínas que figuran en las etiquetas de los alimentos. Sin embargo, el PER todavía se utiliza en ciertas regulaciones de la FDA. Los métodos oficiales de la FDA de EE. UU. Para calcular el PER son los establecidos en los Métodos oficiales de análisis de AOAC International, 16.ª ed. (1995) Sección 45.3.05, Método oficial AOAC 982.30 Método de cálculo de la relación de eficiencia proteica; y Métodos oficiales de análisis de AOAC International, 18.ª ed. (2005).